# Simone Avondetto
Simone Avondetto (* 15. April 2000 in Moncalieri) ist ein italienischer Cross-Country-Mountainbiker.

## Sportlicher Werdegang
Als Junior gewann Avondetto 2018 die italienischen Meisterschaften im Cross-Country XCO und wurde Zweiter der Europameisterschaften. Ende des Jahres war er Mitglied des italienischen Teams bei den Olympischen Jugendspielen, das im Radsport den sechsten Platz belegte. Er betrieb in seiner Jugend zudem Wintertriathlon und gewann im Februar 2019 mehrere Titel bei den Wintertriathlon-Weltmeisterschaften in Asiago und den Europameisterschaften in Cheile Grădiștei. Danach konzentrierte er sich auf den Radsport.
In der U23 zeigte Avondetto von 2019 bis 2022 eine stetige Aufwärtstendenz. 2020 war er bei den Weltmeisterschaften Vierter. Im Jahr darauf stand er im Weltcup von Albstadt erstmals als Dritter auf dem Podium und gewann anschließend in Les Gets; am Ende der Saison war er Zweiter der Gesamtwertung. In seinem letzten U23-Jahr gelang ihm ein dreifacher Erfolg als italienischer Meister, Europameister und Weltmeister.
2023 altersbedingt in die Elite aufgerückt, war er durch Pfeiffersches Drüsenfieber gehandicapt und musste zwei Monate pausieren. Im Mai 2024 erzielte er seinen bisher größten Triumph, als er bei extremen Wetterbedingungen die Europameisterschaften in Cheile Grădiștei gewann. Außerdem gewann er seinen ersten Landesmeister-Titel, und zwar im Shorttrack. Der italienische Verband nominierte ihn für das olympische Mountainbikerennen, das er auf dem 19. Rang abschloss.

## Erfolge
2018
 Italienischer Meister (Junioren) – Cross-Country XCO
 Europameisterschaften (Junioren) – Cross-Country XCO
2019
 Europameisterschaften – Staffel XCR
2021
ein Weltcup-Sieg (U23)
2022
 Weltmeister (U23) – Cross-Country XCO
 Weltmeisterschaften – Staffel XCR
 Europameister (U23) – Cross-Country XCO
 Europameisterschaften – Staffel XCR
 Italienischer Meister (U23) – Cross-Country XCO
2024
 Europameister – Cross-Country XCO, Staffel XCR
 Italienischer Meister – Shorttrack XCC